# Geranomyia conjuratoides
Geranomyia conjuratoides là một loài ruồi trong họ Limoniidae. Chúng phân bố ở miền Australasia.